# تيري غلين (لاعب كرة قدم أمريكية)
تيري غلين (بالإنجليزية: Terry Tyree Glenn)‏ هو لاعب كرة قدم أمريكية أمريكي، ولد في 23 يوليو 1974 في كولومبوس في الولايات المتحدة، وتوفي في 20 نوفمبر 2017 في إيرفينغ في الولايات المتحدة بسبب حادث مرور.

## وصلات خارجية
- تيري غلين على موقع مرجع كرة القدم المحترفة.كوم (الإنجليزية)